# Gyrinus marinus
Espèce
Gyrinus marinus est une petite espèce aquatique d'insectes coléoptères que l'on trouve à la surface des mares et des étangs, voisine de l'espèce Gyrinus natator qui est plus petite.

## Description
Cet insecte minuscule de couleur noire mate à très faible reflet métallique mesure de 4,5 à 7 millimètres. Ses pattes sont de couleur jaune.

## Distribution
Cette espèce se rencontre fréquemment en Europe du Nord, des îles Britanniques au Danemark, ainsi qu'au sud de la Norvège, de la Suède et de la Finlande, jusqu'en Laponie et au nord de la Russie. Au sud, l'espèce se rencontre en France en passant par la Belgique, les Pays-Bas, l'Allemagne, l'Autriche, le nord de l'Italie, la Tchéquie et la Slovaquie, puis en Pologne, en Biélorussie et en Russie européenne. Elle se rencontre également dans certaines zones des Balkans. Cette espèce est commune en Europe centrale, mais plus rare au sud.